# Susielnica
Susielnica (ros. Сусельница) – wieś (ros. деревня, trb. dieriewnia) w zachodniej Rosji, w osiedlu wiejskim Polistowskoje rejonu bieżanickiego w obwodzie pskowskim.

## Geografia
Miejscowość położona jest w pobliżu jeziora Susielnickoje, 33,5 km od centrum administracyjnego osiedla wiejskiego (Krasnyj Łucz), 48,5 km od centrum administracyjnego rejonu (Bieżanice), 134 km od stolicy obwodu (Psków).

## Demografia
W 2020 r. miejscowość nie posiadała mieszkańców.